# Nymphon affine
Nymphon affine är en havsspindelart som beskrevs av Stock, J.H. 1951. Nymphon affine ingår i släktet Nymphon och familjen Nymphonidae. Inga underarter finns listade i Catalogue of Life.